# Altenstadt (Bas-Rhin)
Pour les articles homonymes, voir Altenstadt.
Altenstadt est une ancienne commune française du département du Bas-Rhin en région Grand Est. Elle est associée à la commune de Wissembourg depuis 1975.

## Géographie
Altenstadt se situe au sud-est de la ville de Wissembourg, le long de la frontière franco-allemande.

### Écarts et lieux-dits
- Geisberg
- Geitershof

## Toponymie
Altenstadt signifie « vieille ville » en allemand.

## Histoire
Le 1er janvier 1975, la commune d'Altenstadt est rattachée à celle de Wissembourg sous le régime de la fusion-association.

## Administration
| Période                                  | Période | Identité         | Étiquette | Qualité |
| ---------------------------------------- | ------- | ---------------- | --------- | ------- |
|                                          | 2014    | Gilbert Hiebel   |           |         |
| 2014                                     | 2020    | Jean-Claude Huck |           |         |
| 2020                                     |         | Fabien Kast      |           |         |
| Les données manquantes sont à compléter. |         |                  |           |         |

## Démographie
| 1793 | 1800 | 1806  | 1821  | 1831  | 1836  | 1841  | 1846  | 1851  |
| ---- | ---- | ----- | ----- | ----- | ----- | ----- | ----- | ----- |
| 618  | 930  | 1 040 | 1 040 | 1 442 | 1 353 | 1 290 | 1 316 | 1 282 |

| 1856  | 1861  | 1866  | 1872  | 1876  | 1881  | 1886  | 1891  | 1896  |
| ----- | ----- | ----- | ----- | ----- | ----- | ----- | ----- | ----- |
| 1 183 | 1 199 | 1 237 | 1 217 | 1 229 | 1 192 | 1 138 | 1 024 | 1 076 |

| 1901  | 1906  | 1911  | 1921 | 1926  | 1931 | 1936 | 1946 | 1954 |
| ----- | ----- | ----- | ---- | ----- | ---- | ---- | ---- | ---- |
| 1 058 | 1 064 | 1 063 | 976  | 1 004 | 943  | 910  | 803  | 768  |

| 1962 | 1968 | - | - | - | - | - | - | - |
| ---- | ---- | - | - | - | - | - | - | - |
| 799  | 762  | - | - | - | - | - | - | - |

## Héraldique
| Blason d'Altenstadt. | Les armes d'Altenstadt se blasonnent ainsi : « d'argent à un fer à cheval de sable ». |

## Lieux et monuments
- Église Saint-Ulrich d'Altenstadt
- Orgue de l'église Saint-Ulrich[3]
- Château Saint-Rémy d'Altenstadt

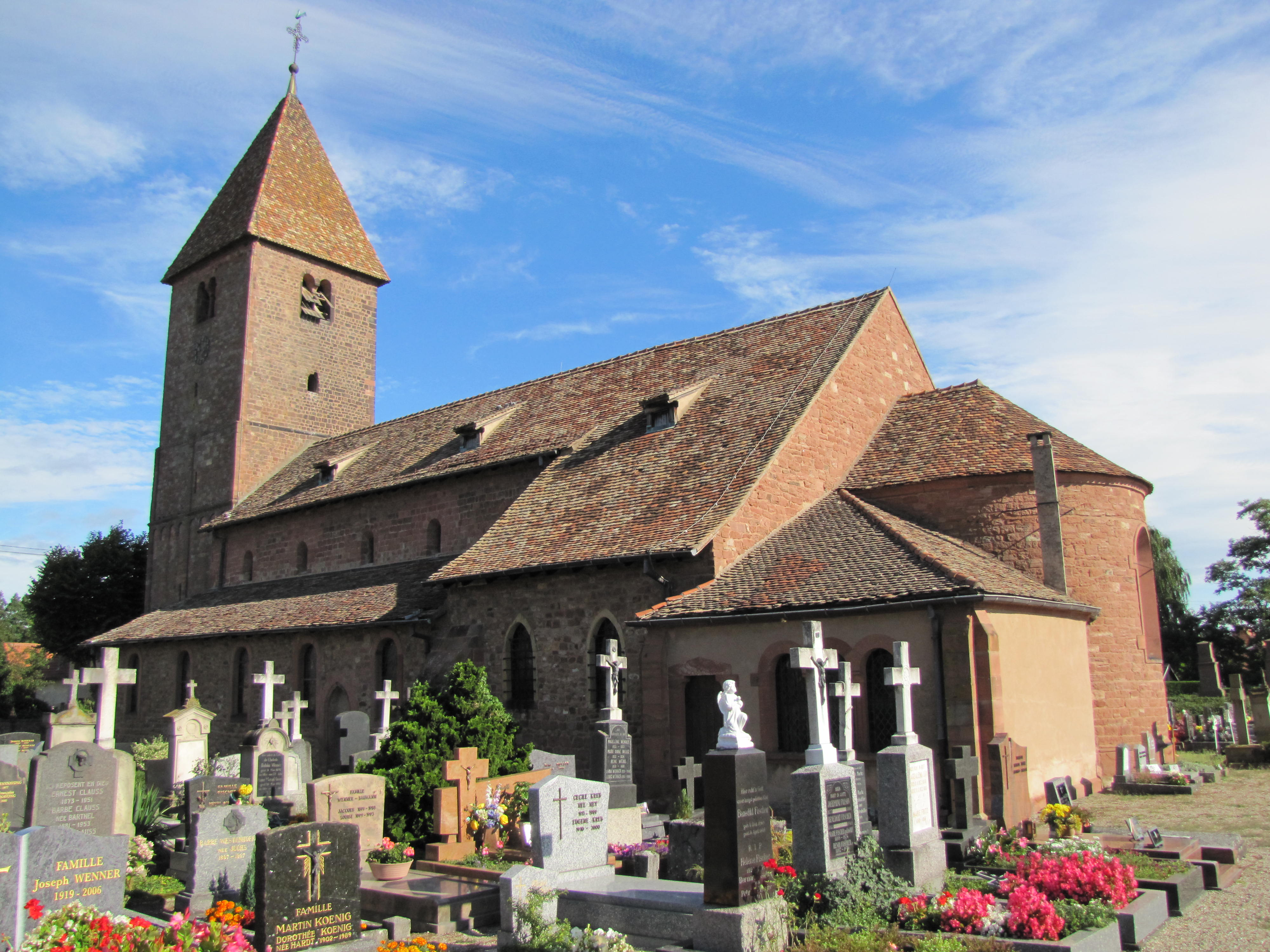
Église Saint-Ulrich.
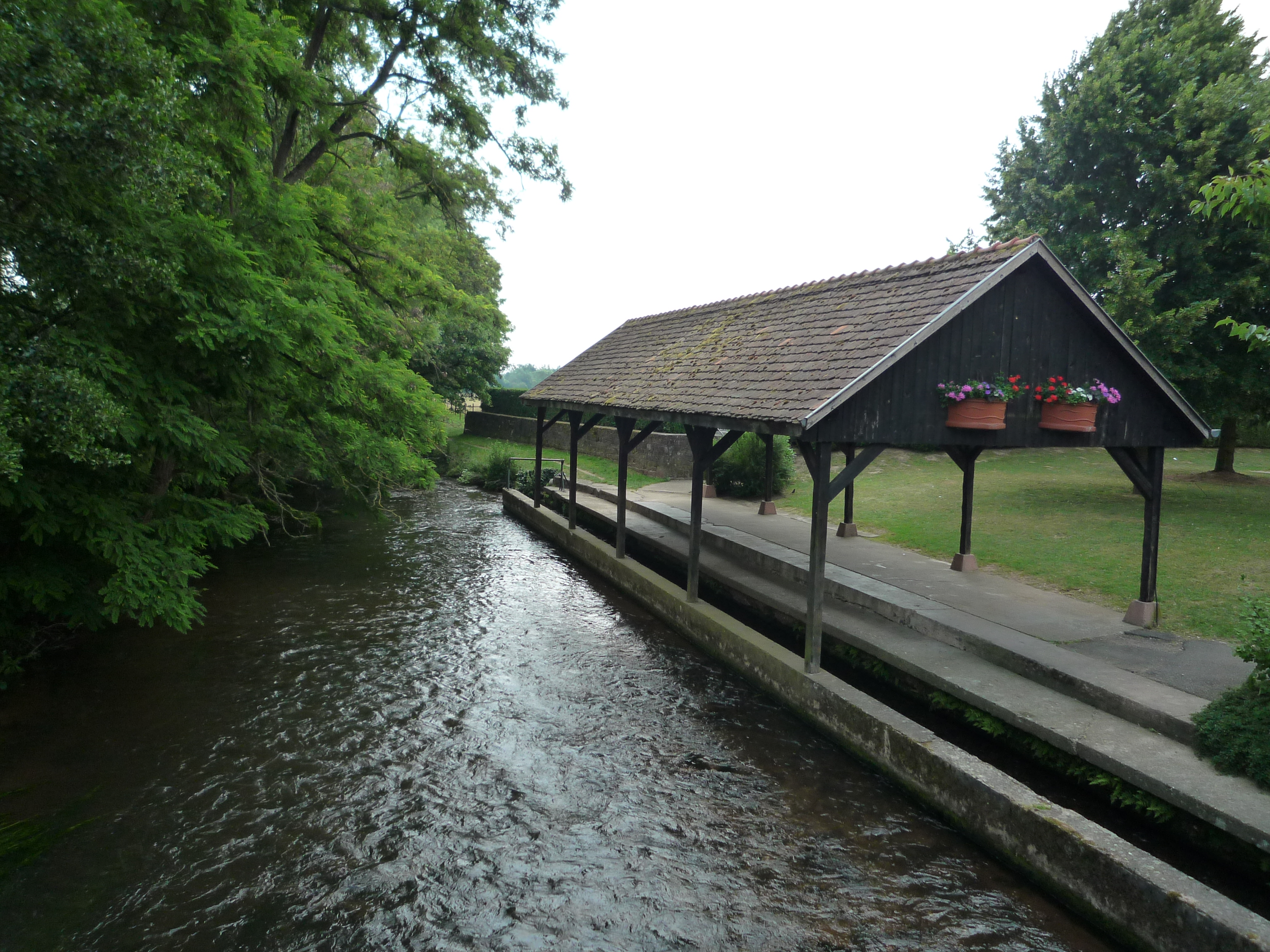
Lavoir.